# Roberto de Assis Moreira
Roberto de Assis Moreira (født 10. januar 1971) er en tidligere brasiliansk fodboldspiller.